# Programa Universitario de Estudios sobre Asia y África
El Programa Universitario de Estudios sobre Asia, África y Oceanía (PUEAAO) de la Universidad Nacional Autónoma de México (UNAM) nació por el Acuerdo modificatorio publicado en la Gaceta UNAM el 5 de mayo del 2025.
Entre sus objetivos principales se encuentran el convocar, fomentar y coordinar los esfuerzos de investigación, docencia, extensión y difusión de las culturas de Asia y África, promoviendo la participación de equipos multidisciplinarios e interinstitucionales, tanto al interior como al exterior de la UNAM, para la generación y difusión de conocimiento.
Además, edita publicaciones y otros productos de divulgación sobre temas científicos, sociales, culturales y artísticos relacionados con Asia y África, los cuales están disponibles en acceso abierto.

## Historia
El 7 de noviembre de 2013 se creó el Seminario Universitario de Estudios Asiáticos (SUEA) adscrito a la Secretaría de Desarrollo Institucional, con la finalidad de propiciar la investigación ínter y multidisciplinaria sobre temas asiáticos e impulsar los vínculos académicos, sociales y culturales entre México y los países de Asia.
Posteriormente, comenzó una nueva etapa integral de trabajo con la inclusión del continente africano y en 2017 el SUEA se transforma en Programa adscrito a la Coordinación de Humanidades, teniendo en su campo de estudio más de 100 países. Tanto el SUEA como el PUEAAO han estado bajo la dirección de la Dra. Alicia Girón González.

## Publicaciones
El PUEAAO cuenta con la Colección Universitaria de Estudios Asiáticos, la Colección Universitaria de Estudios sobre Asia y África y los Textos Breves sobre y Asia y África. Estos son:
- La Misión Hasekura: 400 años de su legado en las relaciones entre México y Japón.[6] Descargar
- China y México. Un diálogo cultural desde las Humanidades y las Ciencias Sociales.[7] Descargar
- Historia, sociedad y política en India contemporánea. Miradas interdisciplinarias.[8] Descargar
- Del Atlántico al Pacífico. Hacia un nuevo orden global.[9]Descargar

- Reorganización financiera en Asia y América Latina en el periodo de postcrisis.[10]Descargar
- Japón y sus alternativas de desarrollo económico hacia el futuro.[11]Descargar
- Financiarización y Ciclo Económico entre Asia y África.[12]Descargar
- Yukio Mishima y su legado en México.[13]
- Inventar la India: representaciones disciplinarias a partir de la historia, las humanidades y las artes.[14]
- El canto del niño de las ocho jorobas.[15]
- China y México: 45 años de relaciones diplomáticas y culturales.[16]
- Sombras y Luces Chinescas: Colonialidad y género en China, América Latina y el Caribe.[17]Descargar
- El Foro de Cooperación Económica de Asia Pacífico APEC: tres décadas de trayectoria y escenarios para el futuro.[18]
- Los Combatientes del Pueblo de Irán: historia, auge y caída de una oposición islamo-marxista.[19]
- Migración en el nuevo milenio: la India y México.[20]
- Península Coreana: estrategias, reestructuración e inserción en el mundo global.[21]
- China: The New Silk Road.[22]Descargar
- Islam y migración en Senegal: el espacio transnacional mouride.[23]
- Asia Central. Análisis geopolítico de una región clave.[24]
- Japón: el cansancio de una nación.[25]Descargar
- La industria farmacéutica en India: globalización, competencia y financiarización.[26]Descargar
- Cariños y recuerdos de una pandemia.[27]
- El Loto en el estanque. Canon y diversidad en la India clásica.[28]
- Li, el inmortal desterrado, inspirado por el vino, compone la misiva que hace temblar a los bárbaros.[29]
- Africa in the 21st Century.[30]Descargar
- China: caso excepcional de movilización de recursos financieros para el crecimiento.[31]
- China. Sistema financiero y empresas estatales.. [32]
- Afanti, el sabio tonto. Humor y sabiduría del Oeste de China.[33]
- Hispanoamérica, Filipinas y las culturas de Asia. Estampas de un orientalismo periférico (1875-1950).[34]
- Crédito, Dinero y Mercados Emergentes. Crisis y retos en el nuevo orden monetario internacional.[35]
- Financialization, Development and covid-19 Pandemic in India.[36]Descargar
- India en Hispanoamérica: historia y variaciones de un imaginario cultural.[37]
- Setenta años de la Guerra de Corea. El Armisticio y las Complejidades Geopolíticas de un Conflicto Inconcluso. [38]
- El Canto del Niño de las Ocho Jorobas. Segunda edición. [39]
- México y la República de Corea Caminando hacia un Tratado de Libre Comercio. [40]